# Nairekenjauretje
Nairekenjauretje är en sjö i Storumans kommun i Lappland och ingår i Umeälvens huvudavrinningsområde. Sjön har en area på 0,173 kvadratkilometer och ligger 880,9 meter över havet. Sjön avvattnas av vattendraget Arevattnetsbäcken.

## Delavrinningsområde
Nairekenjauretje ingår i det delavrinningsområde (726969-144465) som SMHI kallar för Utloppet av Nairekenjauretje. Medelhöjden är 887 meter över havet och ytan är 0,52 kvadratkilometer. Det finns inga avrinningsområden uppströms utan avrinningsområdet är högsta punkten. Arevattnetsbäcken som avvattnar avrinningsområdet har biflödesordning 3, vilket innebär att vattnet flödar genom totalt 3 vattendrag innan det når havet efter 404 kilometer. Avrinningsområdet består mestadels av kalfjäll (67 procent). Avrinningsområdet har 0,17 kvadratkilometer vattenytor vilket ger det en sjöprocent på 32,9 procent.